# Dalasýsla
Dalasýsla este unul din comitatele Islandei.  Se găsește în regiunea Vesturland a țării. Its only city is Búðardalur.